# Epiplema oppositata
Epiplema oppositata är en fjärilsart som beskrevs av Walker 1862. Epiplema oppositata ingår i släktet Epiplema och familjen Uraniidae. Inga underarter finns listade i Catalogue of Life.